# Vianoce
Vianoce (Vianus in dialetto astigiano) è una frazione del comune italiano di Agliano Terme, in provincia di Asti, in Piemonte. Il termine Vianoce deriva proprio dal fatto che anticamente tutta la via era costeggiata da noci dai fusti enormi. Ad oggi ne rimane un solo esemplare proprio in prossimità della chiesetta.

## Geografia fisica
Posizionata a ovest rispetto al paese di Agliano Terme, si trova sul confine tra quest'ultimo, Montegrosso d'Asti e Costigliole d'Asti.

## Monumenti e luoghi d'interesse
La Chiesa di Vianoce fu costruita nella prima metà dell'Ottocento dai Baroni Visconti di Ornavasso, ed è dedicata all'Immacolata.